# Kadidja Andersson
Ann Kadidja Andersson (Vällingby, 7 febbraio 1980) è un'ex cestista svedese.

## Carriera
Con la Svezia ha disputato due edizioni dei Campionati europei (2013, 2015).